# Architecture de l'Écosse dans la révolution industrielle
 (février 2020).
Le contenu est difficilement compréhensible vu les erreurs de traduction, qui sont peut-être dues à l'utilisation d'un logiciel de traduction automatique.

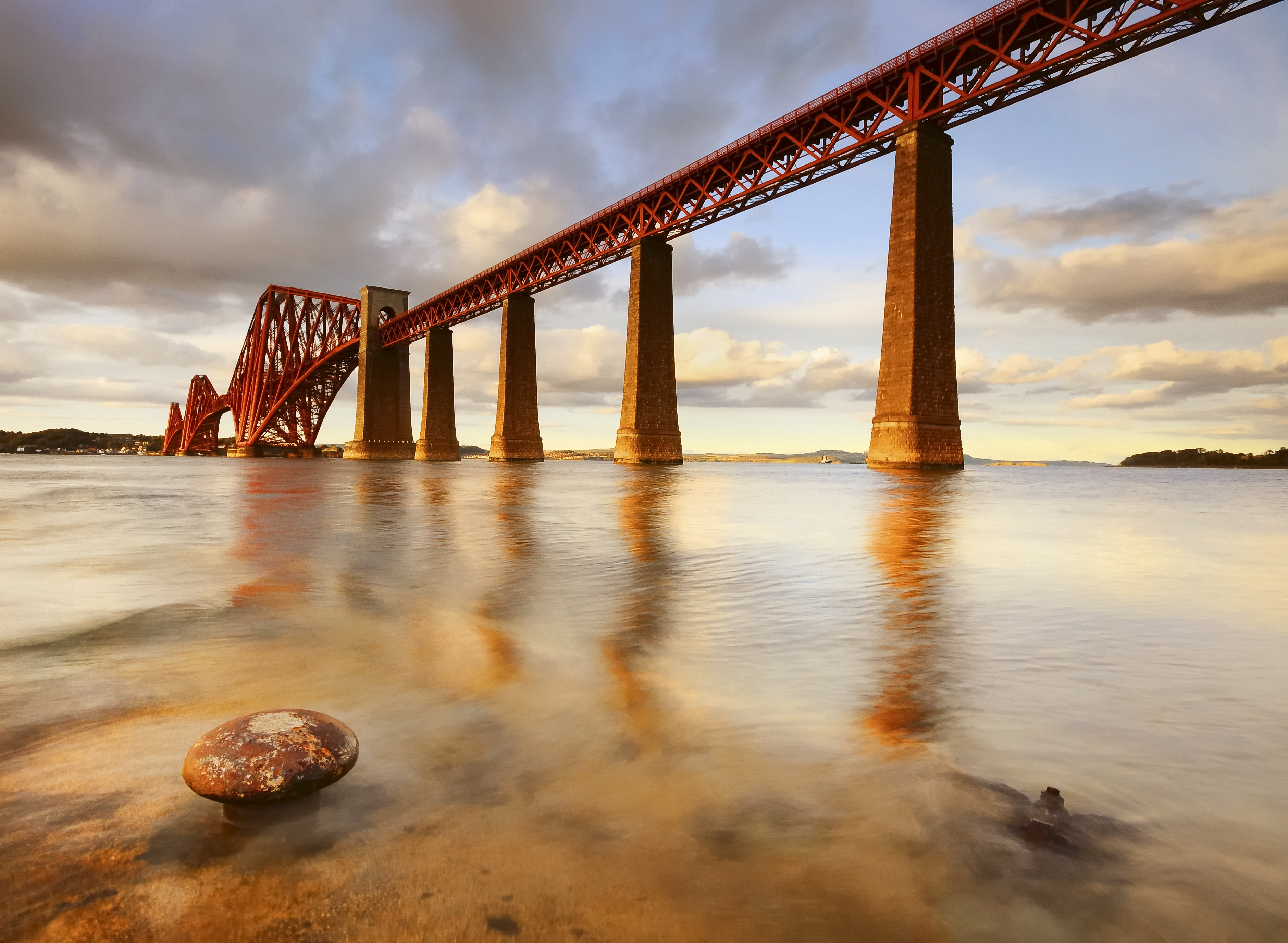
L'emblématique Forth Bridge, la première structure majeure en Grande-Bretagne à être construite en acier

L'architecture de l'Écosse dans la révolution industrielle comprend tous les bâtiments en Écosse entre le milieu du XVIIIe siècle et la fin du XIXe siècle. Au cours de cette période, le pays a subi une transformation économique et sociale à la suite de l'industrialisation, qui s'est reflétée dans de nouvelles formes architecturales, technologies, techniques et échelles de construction. Dans la seconde moitié du XVIIIe siècle, Édimbourg a fait l'objet d'un boom de la construction d'inspiration néoclassique qui reflétait la richesse et la confiance croissantes de la capitale. Les logements prenaient souvent la forme d'appartements à louer répartis horizontalement. Certains des principaux architectes européens au cours de cette période étaient écossais, notamment Robert Adam et William Chambers.
Alors que les centres urbains ont été reconstruits avec des matériaux locaux, notamment Aberdeen en granit et Glasgow en grès rouge, les maisons des ruraux pauvres sont restées basiques, en particulier dans les Highlands. Dans les villes, ils étaient restreints à l'étalement des immeubles de banlieue comme ceux des Gorbals à Glasgow. Une réponse à l'augmentation de la population a été la création de nouvelles villes planifiées, comme celles d'Inverary et de New Lanark. Le XIXe siècle a également été la renaissance du style baroque écossais, pionnier à la maison Abbotsford de Walter Scott et confirmé en popularité par la résidence de la reine Victoria au château de Balmoral. Il y a également eu un renouveau des styles gothiques dans l'architecture des églises. Le néoclassicisme a continué d'être un mouvement majeur dans les œuvres d'architectes, dont William Henry Playfair et Alexander "Greek" Thomson. La dernière partie du siècle a également vu certains des produits architecturaux les plus importants de la nouvelle ingénierie, y compris l'emblématique Forth Bridge.

## Fin duXVIIIesiècle

### Néoclassicisme

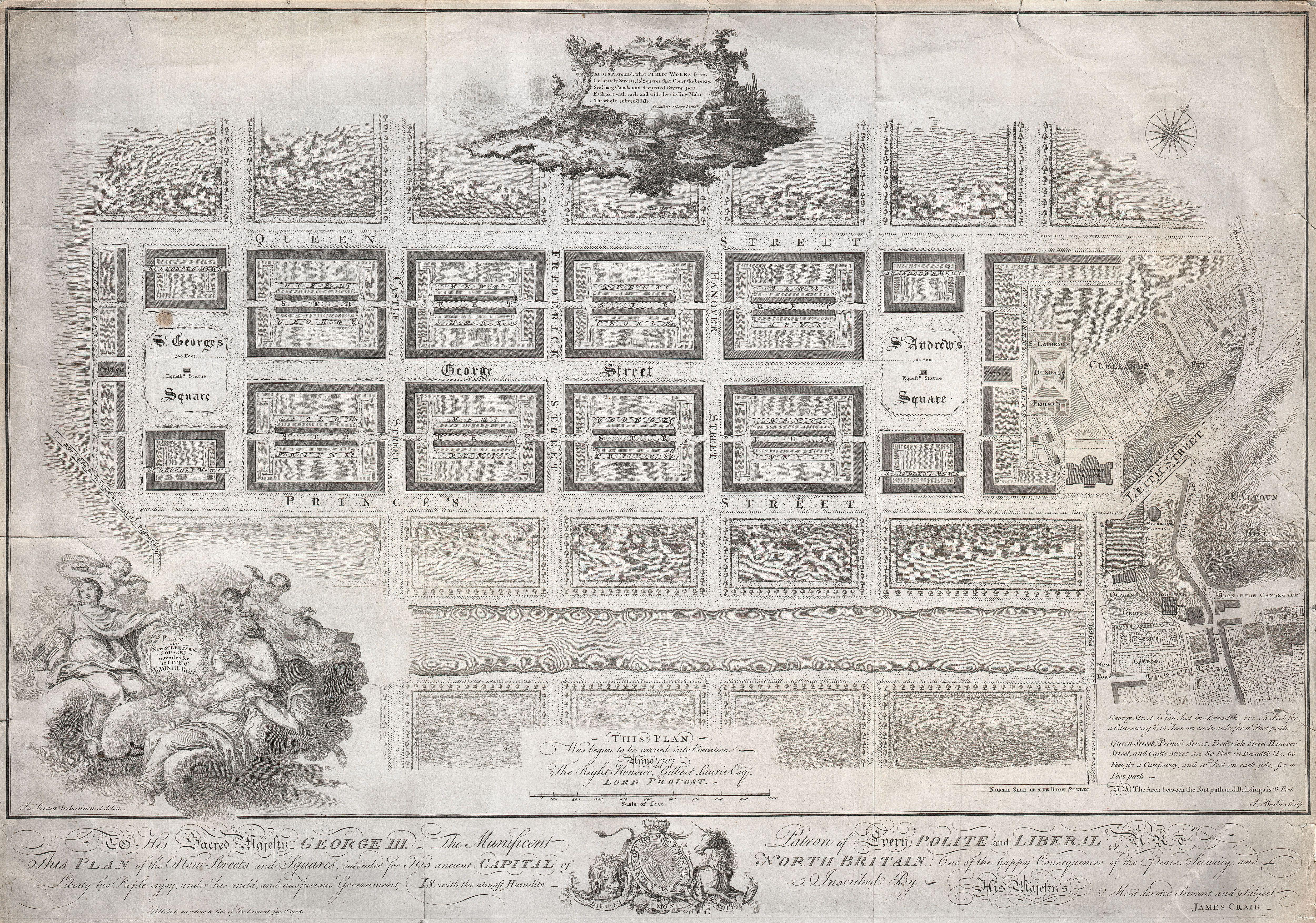
Plan pour la nouvelle ville, Édimbourg par James Craig (1768)

Pendant la révolution industrielle, l'Écosse est devenue l'un des centres commerciaux et industriels de l'Empire britannique. À partir du milieu du XVIIIe siècle, cette richesse et cette confiance croissantes se sont reflétées dans un boom de la construction d'inspiration classique axé sur la nouvelle ville d'Édimbourg. Il a été aménagé selon un plan de blocs rectangulaires à carrés ouverts, dessiné par James Craig (1739–1795) et construit en grès solide de Craigleith qui pouvait être coupé avec précision par des maçons. La plupart des résidences ont été construites comme immeuble de rapport, répartis horizontalement, avec des occupants partageant un escalier commun, contrairement aux maisons utilisées dans la construction contemporaine en Angleterre. Les plus petits peuvent n'avoir qu'une seule pièce tandis que les plus grands peuvent comporter plusieurs chambres et salons. Les caractéristiques communes des bâtiments néoclassiques comprenaient des colonnes, des façades de temple, des arches, des ailes et des dômes ,. Ce classicisme, associé à sa réputation de centre majeur des Lumières, a valu à la ville d'être surnommée "L'Athènes du Nord". Le plan du gril, les formes de construction et les détails architecturaux seront par la suite copiés par de nombreuses petites villes, bien qu'adaptés aux matériaux extraits localement.
Malgré ce boom de la construction, la centralisation d'une grande partie de l'administration gouvernementale, y compris les travaux du roi à Londres, a fait qu'un certain nombre d'architectes écossais ont passé la majeure partie de leur carrière en Angleterre, où ils ont eu un impact majeur sur l'architecture géorgienne. Robert Adam (1728–92) a émergé comme chef de file de la première phase du renouveau néoclassique en Angleterre et en Écosse à partir d'environ 1760 jusqu'à sa mort. Il a rejeté le style palladien élaboré qui avait dominé la construction comme «pesant» et «dégoûtant». Cependant, il a continué sa tradition de s'inspirer directement de l'Antiquité classique, influencé par son séjour de quatre ans en Europe, où il a vu les fouilles de Pompéi et d'Herculanum, qui pour la première fois ont permis aux Européens modernes de voir des bâtiments antiques de leurs propres yeux, plutôt que de s'inspirer de descriptions littéraires. Le néoclassicisme visait une plus grande simplicité, souvent plus influencée par les modèles grecs que romains. Les principales œuvres d'Adam à Édimbourg comprenaient la Maison du registre général (1774-1892), le bâtiment de l'Université (1789) et Charlotte Square (1791). Il a également conçu 36 maisons de campagne en Écosse. Architecte d'intérieur comme d'extérieur avec ses frères John (1721–92) et James (1732–94), il développa le style Adam tout en influençant le développement de l'architecture, non seulement en Grande-Bretagne, mais en Europe occidentale, en Amérique du Nord et en Russie, où ses modèles ont été repris par l'architecte écossais Charles Cameron (1745-1812).
Le principal rival d'Adam était William Chambers (1723–96), un autre Écossais, mais né en Suède. Il a fait la plupart de son travail à Londres, mais aussi quelques maisons en Écosse. Il a été nommé tuteur en architecture du prince de Galles, futur George III, puis en 1766 comme architecte du roi avec Robert Adam. D'un point de vue plus international, il a combiné le néoclassicisme et les conventions palladiennes et son influence a été étudiée par son grand nombre d'élèves. L'influence classique a également atteint l'architecture de l'église. L'architecte écossais James Gibbs (1682-1754) a introduit un style consciemment antique dans sa reconstruction de St Martin-in-the-Fields, à Londres, avec un portique massif et clouté et un plan rectangulaire à bas côtés. Des modèles similaires en Écosse peuvent être vus à St Andrew's in the Square, Glasgow (1737–59), conçu par Allan Dreghorn (1706–64) et construit par le maître maçon Mungo Nasmyth. La conception propre de Gibbs pour St. Nicholas West, Aberdeen (1752–55), avait le même plan rectangulaire, avec une nef et des bas-côtés, une disposition voûtée en berceau avec une façade fronton superposée.

## Début du XIXe siècle

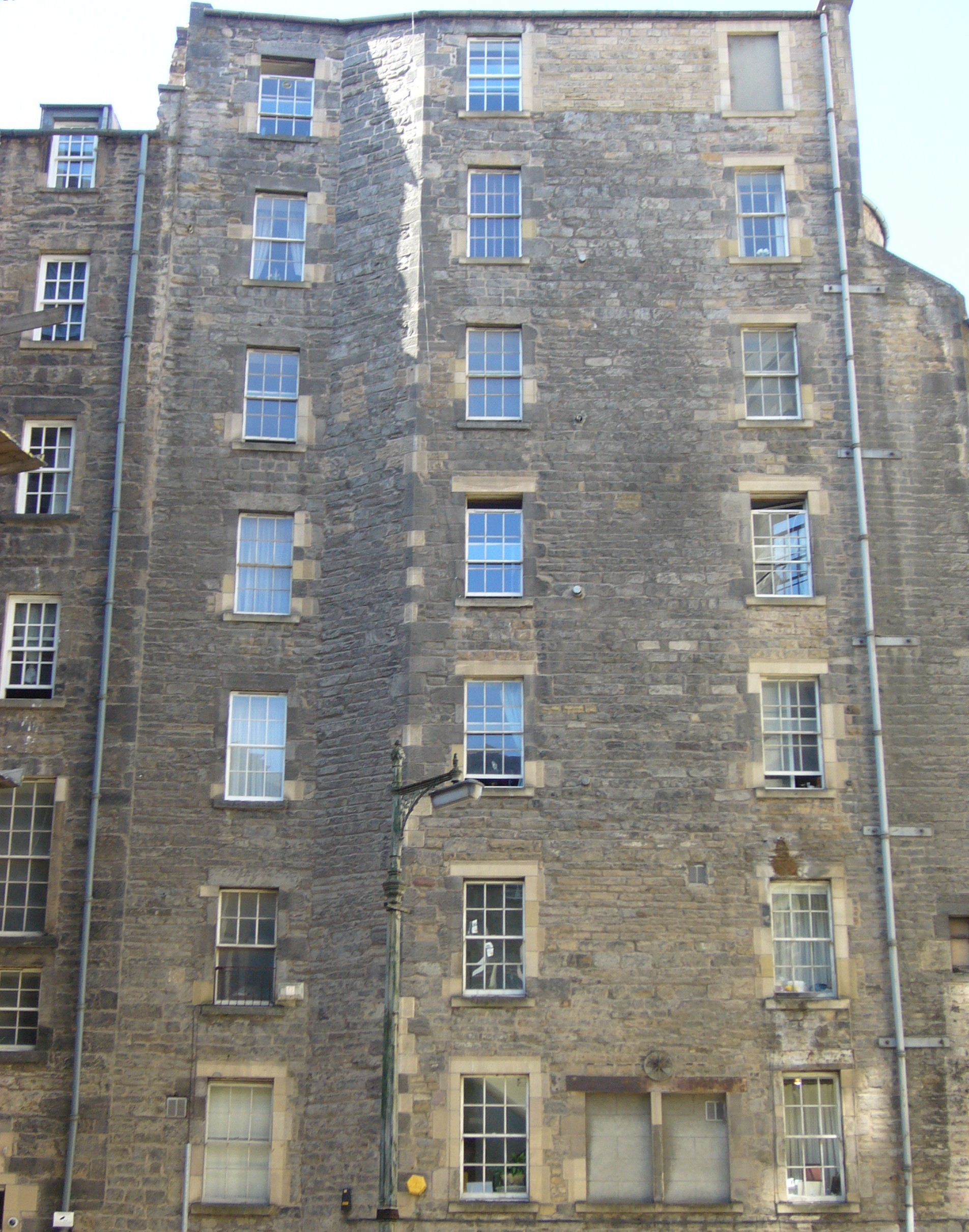
Arrière d'un immeuble d'Édimbourg du XIXe siècle

L'architecture vernaculaire de cette période a continué de dépendre des matériaux et des styles locaux. Souvent construites par des groupes d'amis et de familles, les maisons des ruraux pauvres étaient généralement de conception très simple. Les contemporains ont noté que les chalets des Highlands et des îles avaient tendance à être plus grossiers, avec des chambres simples, des fenêtres à fentes et des sols en terre, souvent partagés par une grande famille. En revanche, de nombreux chalets des Lowlands avaient des chambres distinctes, étaient recouverts de plâtre ou de peinture et avaient même des fenêtres vitrées. Au début des années 1800, les zones urbaines comprenaient également des maisons traditionnelles au toit de chaume, à côté des plus grandes maisons de ville aux toits de pierre et d'ardoise des marchands et de la gentry urbaine.
La révolution industrielle a transformé l'échelle des villes écossaises, faisant de Glasgow la "deuxième ville de l'Empire"  passant d'une population de 77 385 habitants en 1801 à 274 324 habitants en 1841. Entre 1780 et 1830, trois "villes nouvelles" de la classe moyenne ont été aménagées sur des plans, similaires à celles d’Édimbourg, au sud et à l'ouest de la vieille ville. L'autre aspect de l'augmentation de la richesse et de l'architecture planifiée pour l'aristocratie et les classes moyennes était la croissance de l'étalement urbain. À Glasgow, la main-d'œuvre croissante a été laissée à la merci des forces du marché alors que des immeubles de banlieue ont été édifiés, en particulier à l'est de la ville  comme ceux des Gorbals au sud, où la surpopulation, le manque d'assainissement et la pauvreté ont contribué à la maladie, le crime et l'espérance de vie très faible.
De plus en plus de centres urbains utilisaient la pierre extraite localement. Alors qu'Édimbourg a largement utilisé le grès jaune, le centre commercial et les immeubles de Glasgow ont été construits en grès rouge distinctif. Après un incendie majeur dans Aberdeen en grande partie en bois dans les années 1740, les pères de la ville ont décrété que les principaux bâtiments devraient être dans le granit localement abondant. Cela a commencé une nouvelle phase dans les carrières à grande échelle et a conduit à la «ville de granit», devenant ainsi le centre d'une industrie majeure, qui a fourni à l'Écosse et à l'Angleterre des pierres de parement, des dalles et des piliers.

### Nouvelles villes

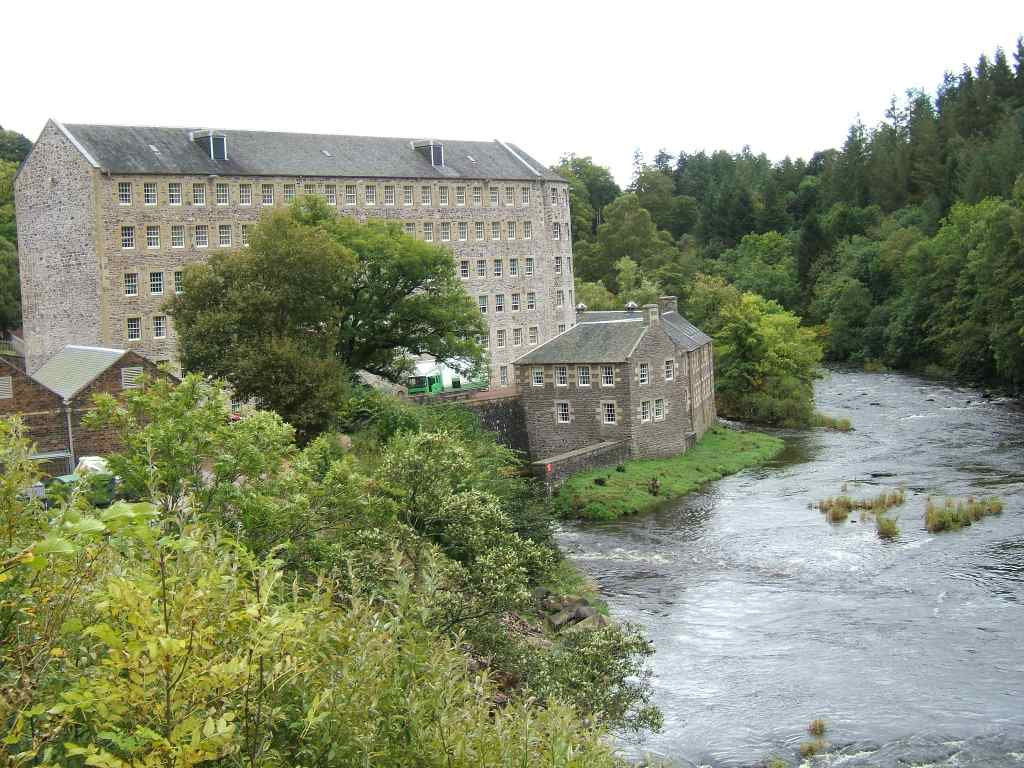
Nouveau Lanark, filatures de coton et logements pour les travailleurs, fondé en 1786 et développé par Robert Owen à partir de 1800

Le concept parfois utopique de la nouvelle ville, visant à améliorer la société grâce à la fondation de communautés architecturales, a été un élément important de la pensée écossaise du milieu du XVIIIe au XXe siècle. En plus de la nouvelle ville d'Édimbourg, celles-ci comprenaient la reconstruction complète d'Inverary pour John Campbell, 5e duc d'Argyll par John Adam (1721–92) et Robert Mylne (1733–1811), entre 1772 et 1800  Helensburgh, près de Glasgow, a été aménagée en 1776 sur un plan de grille métallique. Au cours de la période 1770–1830, les petites villes nouvelles sur un plan de grillage comprenaient Cuminestown, New Pitsligo, Tomintoul et Aberchirder. À Fochabers, à partir de 1776, John Baxter redessine le village sur un plan de quadrillage, avec une place centrale centrée sur l'église Bellie (1795–97), toujours dans la tradition de Gibbs, avec un portique tétrastyle et un clocher. À partir de 1800, le New Lanark de Robert Owen, conçu comme une communauté autonome, combinant l'industrie avec des conditions de vie ordonnées et améliorées, a été une étape importante dans le développement historique de l'urbanisme. Le logement a été combiné avec de généreux espaces communs et de vie, une école pour enfants et un centre d'éducation communautaire. Elle a également introduit un magasin de village qui fournissait des produits à des prix inférieurs et est devenu le modèle du mouvement coopératif. L'Écosse a également produit l'une des figures majeures de l'urbanisme du sociologue Patrick Geddes (1854–1932), qui a développé le concept d'agglomération, et a rejeté l'idée de «dégagements rapides» pour supprimer les logements existants et l'imposition du plan de quadrillage, en faveur de la «chirurgie conservatrice»: conserver les meilleurs bâtiments d'une zone et éliminer les pires. Il a mis cela en pratique à Édimbourg, achetant et améliorant des taudis à James Court et dans de nouveaux développements à Ramsay Garden.

### Déclin du néoclassicisme

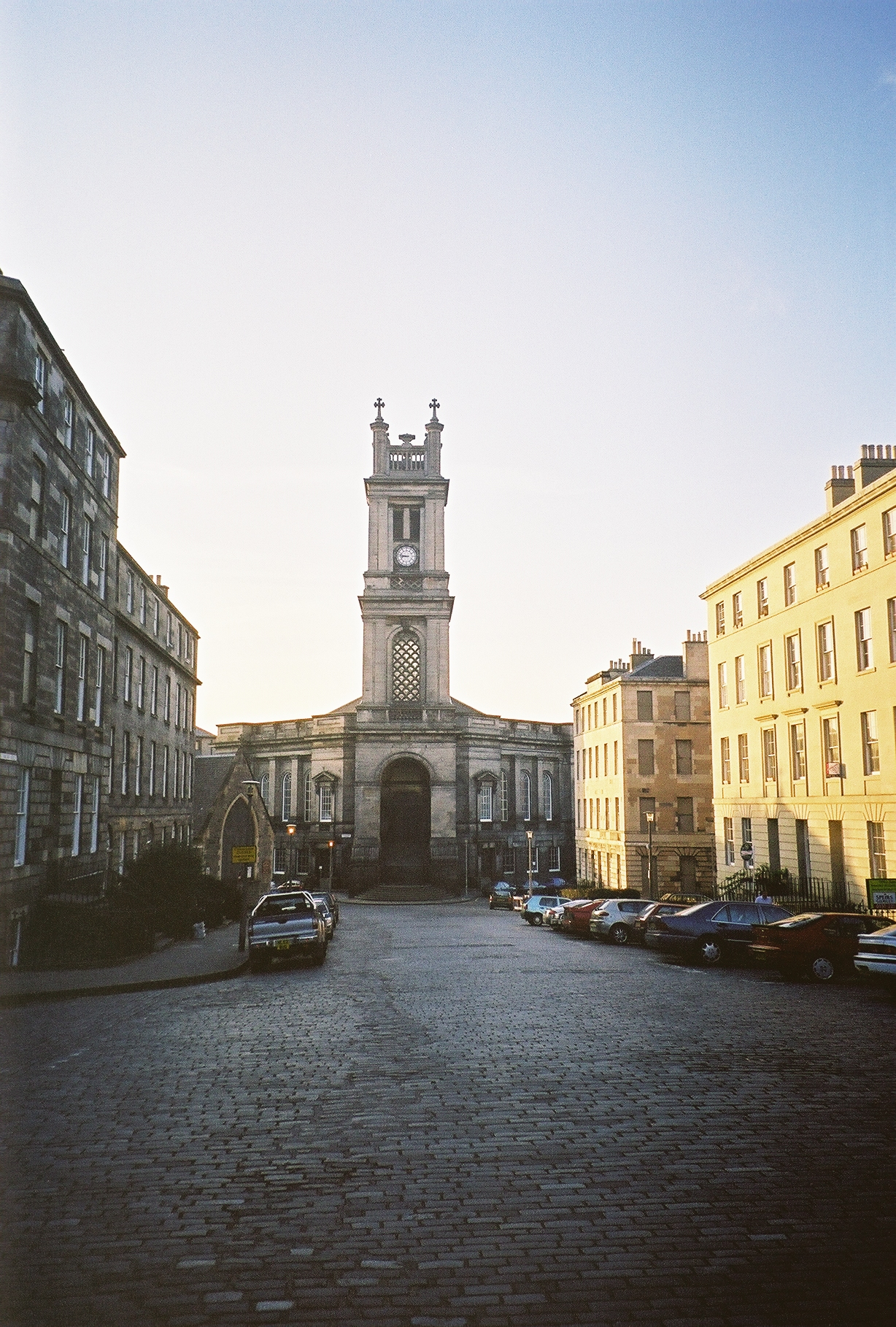
Le Gracco-Baroque St Stephen's, Édimbourg

Au début du XIXe siècle, la tradition des clochers inspirés par Gibbs s'est poursuivie dans l'architecture de l'église, comme on peut le voir dans l'église Inveresk de Robert Nisbet (1803–1010). Une forme grecque a été développée à l 'église North Leith de William Burn (1813) et à l'église épiscopale St John, à Édimbourg (1816). La controverse sur le style du monument national écossais en 1816 a conduit à étiqueter les motifs de temple grecs comme "païens" et relativement peu d'églises grecques en colonnes ont été construites après cela dans la capitale. Une exception était l'église Broughton d'Archibald Elliot (1820-1821), qui avait un front de temple dorique. À Édimbourg, les églises combinaient des éléments classiques avec d'autres éléments, comme le dôme de St George, Charlotte Square (1811-1814), exécuté par Robert Reid (en), ou le Gracco-Baroque de William Playfair St Stephen's (1827-1828). À Glasgow, il y avait une tradition de greffage de portiques sur les maisons de réunion existantes, qui s'est poursuivie dans l'église indépendante de West George Street de Gillespie Graham (1818), qui a été critiquée comme « populeuse », et dans Greyfriars United Secession Church de John Baird Ier (1821), qui était surmontée d'un portique dorique romain. Les conceptions classiques de l'église établie comprenaient le réaménagement par William Stark de l'église St George's-Tron (1807–08), David Hamilton (1768–1843) St Enoch's Parish Church (1827) et St Paul's Parish Church (1835).

## Fin du XIXe siècle

### Renaissance gothique
Certains des premiers témoignages d'un renouveau de l'architecture gothique viennent d'Écosse. Le château d'Inveraray, construit à partir de 1746 avec l'apport de conception de William Adam, présente l'incorporation de tourelles. C'étaient en grande partie des maisons de style palladien conventionnelles qui incorporaient certaines caractéristiques externes du style baronnial écossais. Les maisons de Robert Adam dans ce style incluent Mellerstain House et Wedderburn dans le Berwickshire et Seton House dans East Lothian, mais on le voit plus clairement au château de Culzean, Ayrshire, remodelé par Adam à partir de 1777  Commun de traits empruntés à des maisons des XVIe et XVIIe siècles inclus crénelés passerelles, frontons moineaux en gradins, pointues tourelles et mâchicoulis.

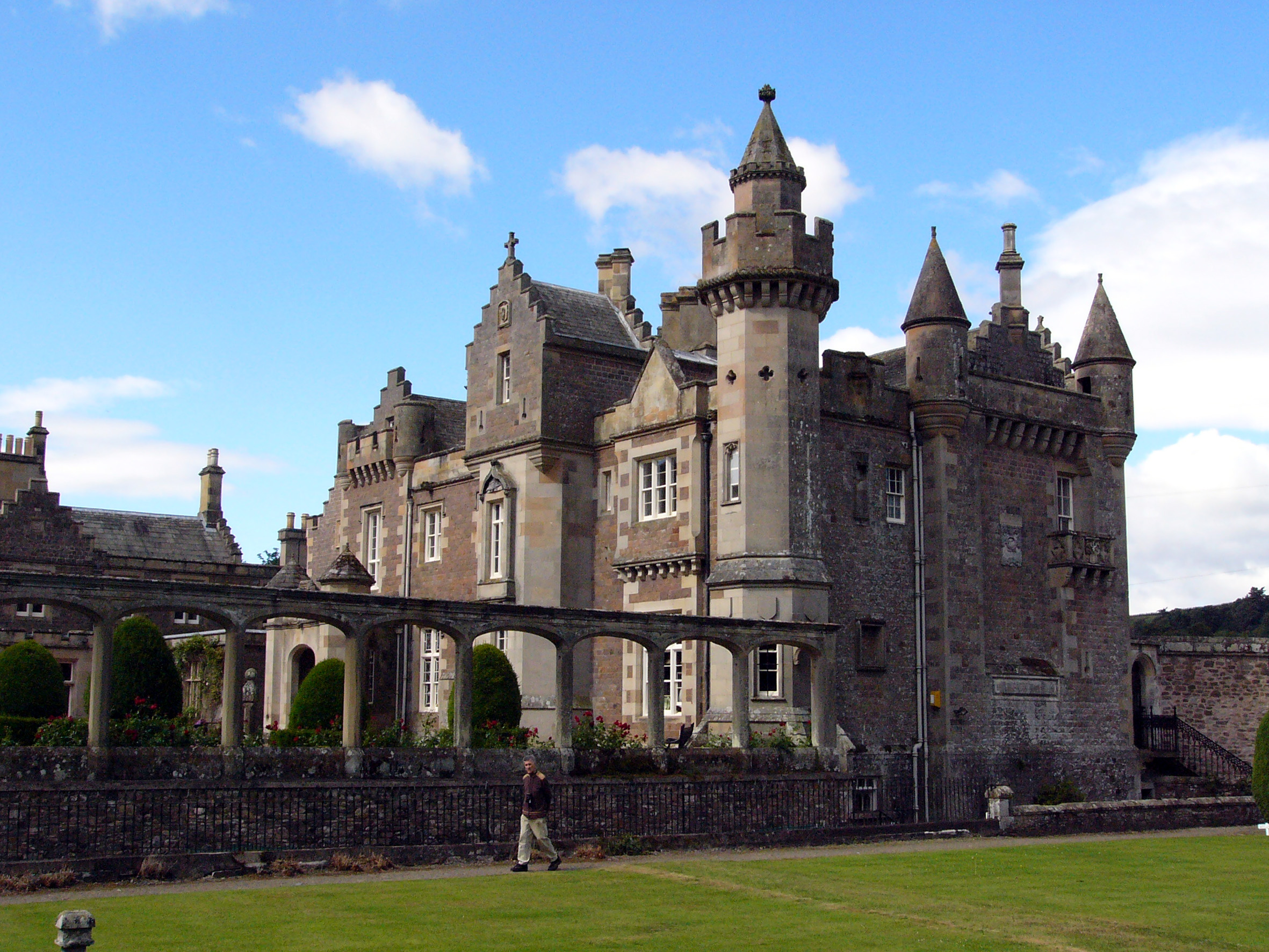
Abbotsford House, reconstruite pour Walter Scott, aidant à lancer le renouveau de la baronnie écossaise.

Abbotsford House, résidence du romancier et poète Sir Walter Scott, a été importante pour l'adoption du style au début du XIXe siècle. Reconstruit pour lui à partir de 1816, il est devenu un modèle pour la renaissance moderne du style baronnial. Edward Blore (1787-1879), Edward Calvert (v.1847-1914) et Robert Stodart Lorimer (1864-1929) et dans des contextes urbains, notamment la construction de Cockburn Street à Édimbourg (à partir des années 1850) ainsi que le National Wallace Monument à Stirling (1859-1869). Les antiquités baronniales et ecclésiastiques en plusieurs volumes de Robert Billings (1813-1874) ont joué un rôle important dans la diffusion de ce style (1848-1852). La reconstruction du château de Balmoral comme palais baronnial et son adoption comme retraite royale de 1855 à 1858 ont confirmé la popularité du style.
Dans l'architecture ecclésiastique, un style plus commun à celui de l'Angleterre a été adopté, basé sur des modèles médiévaux tardifs, utilisant souvent des fenêtres cintrées, des vitraux et des sculptures. Parmi les personnalités importantes, citons Frederick Thomas Pilkington (1832–1898), qui développa un nouveau style de construction d'église qui s'accorda avec le style gothique élevé . Il l'a adapté aux besoins de culte de la Free Church of Scotland, comme à la Barclay Viewforth Church, Édimbourg (1862-1864). Robert Rowand Anderson (1834-1921), qui s'est formé dans le bureau de George Gilbert Scott à Londres avant de retourner à Édimbourg, a travaillé principalement sur de petites églises dans le style `` First Pointed '' (ou Early English) qui est caractéristique des anciens assistants de Scott. En 1880, sa pratique consistait à concevoir certains des édifices publics et privés les plus prestigieux d'Écosse, comme la Scottish National Portrait Gallery ; le Dôme de Old College, faculté de médecine et McEwan Hall, Université d'Édimbourg ; l'hôtel Central à la gare centrale de Glasgow, l'église catholique apostolique d'Édimbourg et la maison Mount Stuart sur l'île de Bute.

### Renaissance classique

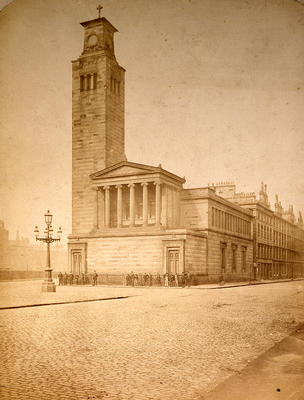
Église Caledonia Road d' Alexander Thomson, Glasgow

Bien qu'expliqué par des formes baronniales écossaises et gothiques, le néoclassicisme a continué à être un style majeur au XIXe siècle. William Henry Playfair (1790–1857) était le concepteur de nombreux monuments néoclassiques d'Édimbourg dans la nouvelle ville. Deux de ses plus belles œuvres sont la National Gallery of Scotland et la Royal Scottish Academy, qui sont situées dans le centre d'Édimbourg. Cependant, la figure la plus associée au style classique était Alexander "Greek" Thomson (1817-1875). Travaillant principalement à Glasgow, il se détourna du style gothique vers celui des anciens Grecs et des Égyptiens, comme on peut le voir dans le temple et les colonnes qui faisaient partie de la Caledonia Road Church (1856).
David Rhind (1808–1883) a employé des styles néoclassiques et baronniaux et son travail comprenait de nombreuses succursales de la Commercial Bank of Scotland, dont leur siège à Édimbourg. Il a également conçu un certain nombre d'églises, de bâtiments du gouvernement local et de maisons. L'un de ses projets les plus prestigieux était l'hôpital Daniel Stewart, aujourd'hui Stewart's Melville College, à Édimbourg. En 1849, il a été chargé de concevoir l'aménagement de la zone Pollokshields de Glasgow, dans ce qui jusque-là était une terre agricole de 3,2 km au sud du centre ville. Rhind a formé un partenariat avec Robert Hamilton Paterson (1843-1911) qui a exécuté des travaux majeurs pour les brasseurs, les malters et les entrepôts (pour lesquels Édimbourg était un centre), y compris la conception de l'abbaye, James Calder & Co., Castle, Holyrood, les brasseries Drybrough's, Caledonian et Clydesdale; et aussi travailler pour McVitie's et Price. Le partenariat devait exécuter des projets importants tels que le mémorial de la reine Victoria à Liverpool  et le mémorial royal de guerre écossais dans la cathédrale St Giles, à Édimbourg.

### Nouvelle ingénierie
Le XIXe siècle a vu quelques grands projets d'ingénierie, notamment le pont Dean en pierre de Thomas Telford (1757-1834) (1829-1831) et le pont Craigellachie en fer (1812-1814). Dans les années 1850, les possibilités de nouvelles constructions en fer forgé et en fonte ont été explorées dans la construction d'entrepôts commerciaux à Glasgow. Ceux-ci ont adopté un style vénitien à arc rond utilisé pour la première fois par Alexander Kirkland (1824–1892) au 37–51 Miller Street (1854), ils étaient fortement orné de fer dans le Gardner's Warehouse de John Baird Ier (1855–186), avec un structure ferreuse exposée. La plupart des bâtiments industriels évitaient cette esthétique de la fonte, comme les travaux Engine Works de William Spence (1806?–83) à Elgin construits entre 1856 et 1888, en utilisant des blocs de gravats massifs.
Le projet d'ingénierie le plus important était le Forth Bridge, un pont ferroviaire en porte-à-faux sur le Firth of Forth dans l'est de l'Écosse, à 9 milles (14 kilomètres) à l'ouest du centre d' Édimbourg. La construction du pont suspendu conçu par Thomas Bouch (1822-1880) a été arrêtée après l'effondrement d'une autre de ses œuvres, le pont Tay. Le projet a été repris par John Fowler (1817-1898) et Benjamin Baker (1840-1907), qui ont conçu une structure qui a été construite par la société de Glasgow Sir William Arrol & Co. à partir de 1883. Il a été ouvert le 4 mars 1890 et s'étend sur une longueur totale de 8 296 pieds (2 529 mètres). Ce fut la première grande structure en Grande-Bretagne à être construite en acier. Un édifice contemporain, la Tour Eiffel , avait été construite en fer forgé.